# Hymenophyllum bicolanum
Hymenophyllum bicolanum är en hinnbräkenväxtart som beskrevs av Edwin Bingham Copeland. Hymenophyllum bicolanum ingår i släktet Hymenophyllum och familjen Hymenophyllaceae. Inga underarter finns listade.